# Bellottia robusta
Bellottia robusta är en fiskart som beskrevs av Nielsen, Ross och Cohen 2009. Bellottia robusta ingår i släktet Bellottia och familjen Bythitidae. Inga underarter finns listade.